# Софія Баторі
Софія Баторі (Сіладьшомльо, 1629 – Замок Паланок, 14 червня 1680) — дружина трансільванського князя Дьєрдя Ракоці II, племінниця князя Габора Баторія.

## Біографія
Народилася Софія Баторі у 1628 році в Сіладьшомльо у сім'ї Андраша Баторі та польки Анни Закреської. Про дитячі роки Софії майже нічого не відомо. В сім’ї Баторі, крім Софії, дітей більше не було. В 1635 році помер її батько Андраш Баторі, відтоді її вихованням займалась мати Анна Закревська.
У Сіладьшомльо вона познайомилася з Дєрдем Ракоці, на той час капітаном у м Орадя. Їхнє весілля відбулося 3 лютого 1643 року в Дюлафехерварі. Софії було 15 років, а її чоловіку Дєрдю 22 роки. На прохання свого тестя, Дьєрдя І Ракоці, Софія незабаром перейшла з католицької релігії на реформатську.
В 1644 році із міста Варад подружжя переїхало жити в Дюлафехервар, столицю Трансільванії,  щоб Дєрдь зміг обійняти посаду губернатора. Недовіра до Дєрдя II Ракоці та його дружини Софії з боку його батьків, тривала і далі, фінансова та економічна влада знаходилась в руках Жужанни Лорантффі – матері молодого князя. В 1642 році ще при житті батька, Дєрдя II Ракоці обирають князем Трансільванії, однак, рішення він приймав лише за згодою батьків. В 1645 році Софія народила хлопчика, якого назвали Ференцом. Пізніше в нього народився брат, але в малолітньому віці помер.
В 1648 році помирає батько її чоловіка Дєрдь I Ракоці, залишивши своїм двом синам Дєрдю та Жігмонду багато нерухомості та величезну кількість грошей. Але, розпоряджатись майном мала право лише Жужанна Лорантффі, їхня мати. Згідно з заповітом, Софія Баторі могла успадкувати майно лише за умови, якщо вона залишиться в кальвіністській релігії. В політичних питаннях Дєрдь II Ракоці більше прислухався до порад матері ніж до дружини. Відомо, що саме Софія Баторі разом із його матір’ю рішуче відмовляли Дєрдя ІІ Ракоці проти польського походу 1657 року, який закінчився нищівною поразкою для князя.
В 1658 році помирає її мати Анна Закревська, через два роки свекруха Жужанна Лорантффі, в 1660 році в битві з турками при Сасфенеші був смертельно поранений її чоловік Дєрдь II Ракоці. Після смерті чоловіка, Софія Баторі  із неповнолітнім сином Ференцом І Ракоці переїхала жити в Мукачівський замок, покинувши Трансільванію. Водночас вона повернулася до Римсько-католицької церкви і почала підтримувати Габсбурзьку монархію на чолі з імператором Леопольдом I. Під впливом єзуїтів вона переслідувала протестантських проповідників у володіннях Ракоці, а згодом і протестантських селян.
В 1666 році її син Ференц одружується із Ілоною Зріні (Jelena Zrinski), бана Хорватії Петра Зріні. Вони подарували Софій Баторі двох внуків – Юліану Ракоці та Ференца ІІ Ракоці, на яких вона покладала великі надії.  Саме їм Софія Баторі заповідала всі маєтності, нажиті Трансільванськими князями Ракоці, а не невістці Ілоні Зріні.
У 1671 році її сина Ференца, який брав участь у змові Зринських — Франкопана проти австрійського імператора Леопольда I, засудили до страти. Софія Баторі рятує сина від страти сплативши викуп у 300 000 форинтів (близько 200 000 гульденів) та впустивши у всі свої замки австрійських солдатів (крім Мукачівського замку).
Згодом Софія Баторі потрапила під вплив контрреформаційного єзуїта Імре Кіша.
В 1672 році у володіннях Ракоці почалось селянське повстання, яке очолив Габор Кенде. Софія Баторі бере активну участь у придушенні повстання. Свідченням цього є звернення австрійської влади до володарки Мукачівського замку Софії Баторі з проханням посилити каральні дії проти повстанців, пропонуючи виловити керівників повстання, які мають зібратися в Севлюші (Виноградово) і відправити їх в Кошіце (Словаччина) для розправи. В 1674 році Софія Баторі видала грамоту в якій обіцяла піти на деякі поступки селянам, зокрема звільнити їх від роботи на господаря під час уніатських церковних свят.
Її син Ференц І Ракоці помер при загадкових обставинах у 1676 році (31 рік).
Після цього її невістка Ілона Зріні, яка також була католичкою, не змогла залишитися при дворі Мукачево, оскільки пропонувала м’якше ставлення до кріпаків-протестантів.
Наприкінці свого життя вона зробила усе, щоб запобігти запланованому шлюбу Ілони Зріні та Імре Текелі. Померла Софія Баторі 14 червня 1680 року. Її поховали разом із сином, Ференцем, у крипті єзуїтського парафіяльного костелу у Кошиці, яке вона заснувала. Через два роки після її смерті, у 1682 році Ілона Зріні та Текелі святкували весілля в Мукачевському замку.

## Більше інформації
- Kiss Kálmán: Báthori Zsófia életrajza (Nagybánya, 1879)
- Meszlényi Antal: Báthori Zsófia élete és végrendelete (Budapest, 1939)
- Passuth László]]: Sasnak körme közt (regény, Budapest, 1956).
- Újratemetik I. Rákóczi Ferencet és Báthory Zsófiát (2012. március 1.)
- Báthori Zsófia végrendelete (Fáy Zoltán – MNO, 2004. március 20.)
- Kiss Kálmán: Báthori Zsófia életrajza; Molnár Ny., Nagybánya, 1879
- Majláth Béla: Forgách Ádám és Báthory Sófia ékszereinek történetéből; Akadémia, Bp., 1882 (Értekezések a történelmi tudományok köréből)
- Szabó Adorján: II. Rákóczi Ferencz nagyanyja és édes atyja; Vitéz Ny., Kassa, 1903
- Lőcsey Mária: Báthori Zsófia; Neuwald Ny., Bp., 1914 (Történeti értekezések)
- Meszlényi Antal: Báthory Zsófia élete és végrendelete (1628–1680); Stephaneum Ny., Bp., 1939
- Szabó Adorján: Báthory Zsófia temploma Kassán; Szt. Erzsébet Ny., Kassa, 1942